# Балањи сир Терен
Балањи сир Терен (фр. Balagny-sur-Thérain) насеље је и општина у североисточној Француској у региону Пикардија, у департману Оаза која припада префектури Санлис.
По подацима из 2011. године у општини је живело 1.382 становника, а густина насељености је износила 203,24 становника/km². Општина се простире на површини од 6,8 km². Налази се на средњој надморској висини од 39 метара (максималној 116 m, а минималној 33 m).

## Демографија
| 1962. | 1968. | 1975. | 1982. | 1990. | 1999. | 2011. |
| ----- | ----- | ----- | ----- | ----- | ----- | ----- |
| 1.286 | 1.332 | 1.393 | 1.299 | 1.487 | 1.418 | 1.382 |

График промене броја становника у току последњих година